# Histiophryne psychedelica
Histiophryne psychedelica è un pesce marino appartenente alla famiglia Antennariidae e alla sottofamiglia Histiophryninae.

## Distribuzione e habitat
Questa specie vive nelle acque costiere dell'Indonesia. Per il momento la presenza è stata accertata presso le isole di Ambon e Bali, scoperta per la prima volta a poche centinaia di metri dal porto di Ambon City a 5-7 metri di profondità.

## Descrizione
Presenta un corpo tozzo e ben poco idrodinamico, con fronte alta, grande bocca rivolta verso l'alto e pinne pettorali prominenti, quasi a foggia di arti. Gli occhi sono piccoli e azzurro fosforescente, fulcro di una livrea sgargiante che vede un fondo giallo-verdastro con una ragnatela di linee bianche convergenti in modo simmetrico verso gli occhi. 

Come è caratteristico dei pesci dell'ordine Lophiiformes il corpo non è ricoperto da scaglie. Può secernere dalla pelle del muco che lo protegge da lesioni quando il corpo striscia sui coralli.

## Classificazione
L'animale è stato descritto nel 2009 da Theodore W. Pietsch, Rachel J. Arnold e David J. Hall. Il nome della specie si riferisce alla presenza di una serie di strisce sul corpo che ricordano le colorazioni in voga nei movimenti artistici psichedelici.

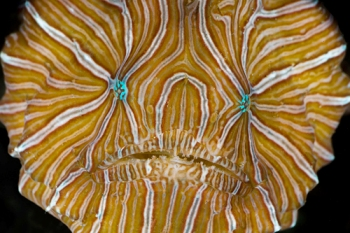
Visione frontale della testa